# سیارک ۱۰۳۵۲
سیارک ۱۰۳۵۲ (به انگلیسی: 10352 Kawamura، نامگذاری:1992UO3) ده هزار و سیصد و پنجاه و دومین سیارک کشف شده‌است که در ۲۶ اکتبر ۱۹۹۲ کشف شد.
قدر مطلق سیارک برابر ۱۳٫۰۰ است.